# Pieterskerkgracht 5-7
Het gebouw Pieterskerkgracht 5-7 is een rijksmonument in de Nederlandse stad Leiden, aan de Pieterskerkgracht.
De gymnastiekschool met bijbehorende beheerderswoning zijn in 1860 (aanbesteding)-1861 gebouwd in opdracht van de Maatschappij 'Tot nut van 't Algemeen'. De school kwam voort uit de opvatting dat gymnastiekonderwijs goed was voor de schoolgaande jeugd. De eerste lessen werden gegeven in oktober 1861, nadat de voorafgaande maand bezichtigingen werden gehouden. De school en woning zijn gebouwd naar ontwerp van de latere stadsarchitect J.W. Schaap in eclectische stijl. Het is een representatief werk binnen zijn oeuvre, wat een van de redenen was tot aanwijzing tot rijksmonument in 2000. Het eclecticisme is een van de neostijlen die populair waren in de negentiende eeuw. Waar sommige architecten direct teruggrijpen op een specifieke stijl zoals de gotiek, wordt binnen het eclecticisme een diversiteit aan stijlelementen gebruikt. Het idee hierachter is dat van elke stijl het meest passende element wordt gekozen voor het nieuwe gebouw. Bijzonder aan de gymnastiekschool is dat veel van het interieur bewaard is gebleven, inclusief de bijzondere kap. Deze kap is gemaakt van verlijmde houten delen en versterkt met ijzeren elementen. Een deel van de ijzeren elementen heeft geen constructieve functie en is puur ter decoratie.

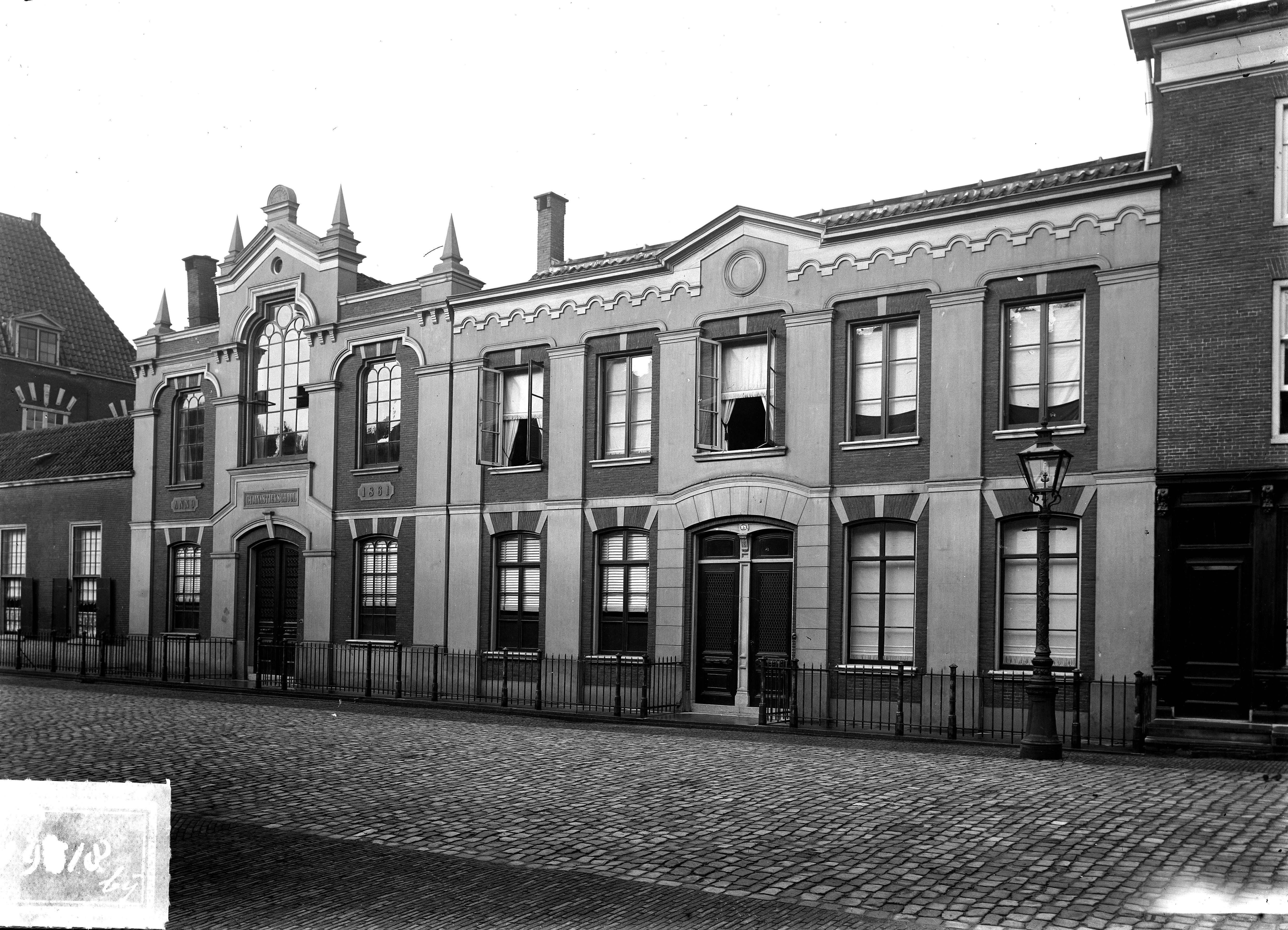
De Gymnastiekschool en onderwijzerswoning aan de Pieterskerkgracht. Glasnegatief uit het einde van de 19de eeuw
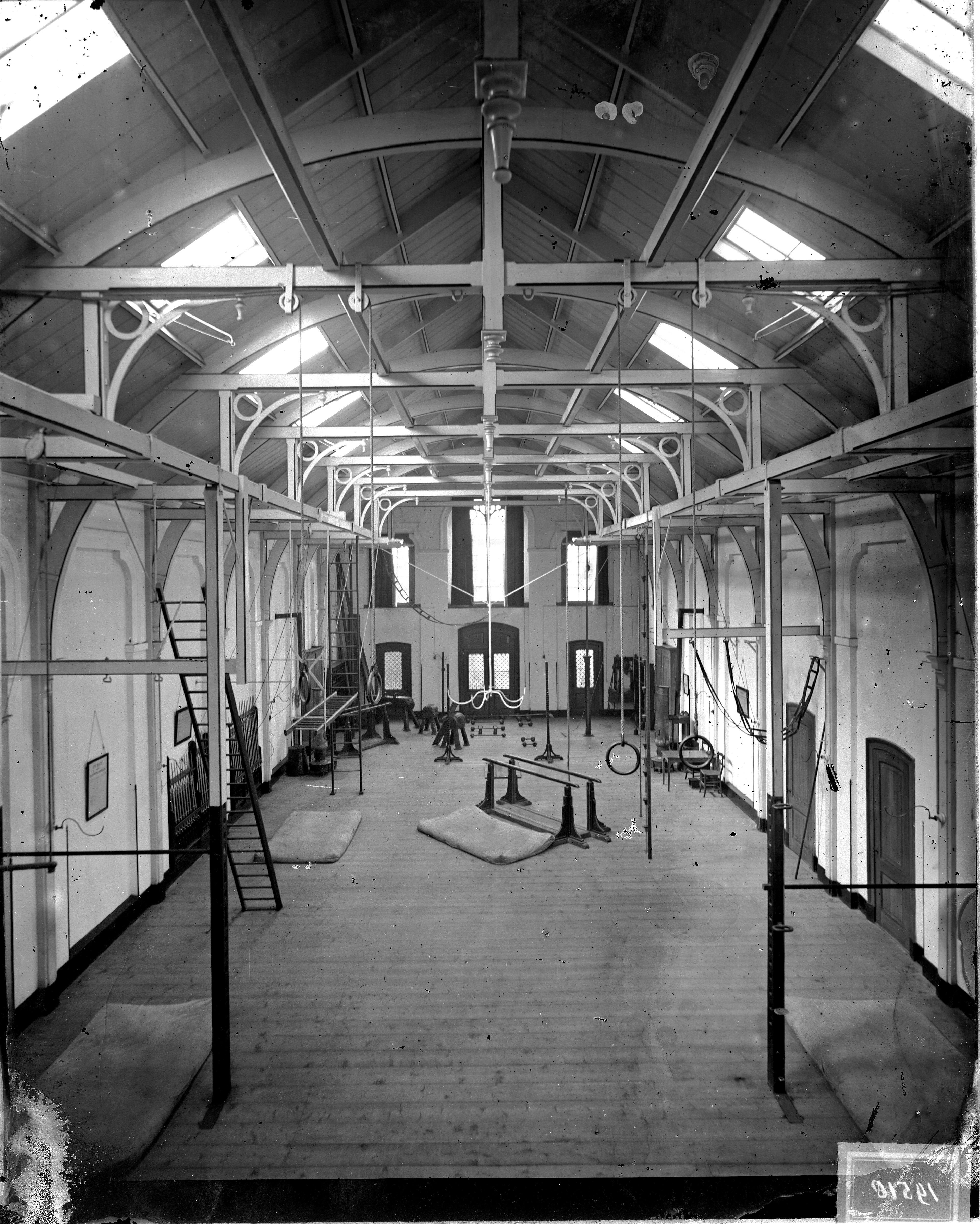
Gezicht op de gymnastiekzaal van de Gymnastiekschool, aan de Pieterskerkgracht nr 7 in Leiden, ingericht met onder andere ringen, bok en halters. Glasnegatief uit het einde van de 19de eeuw
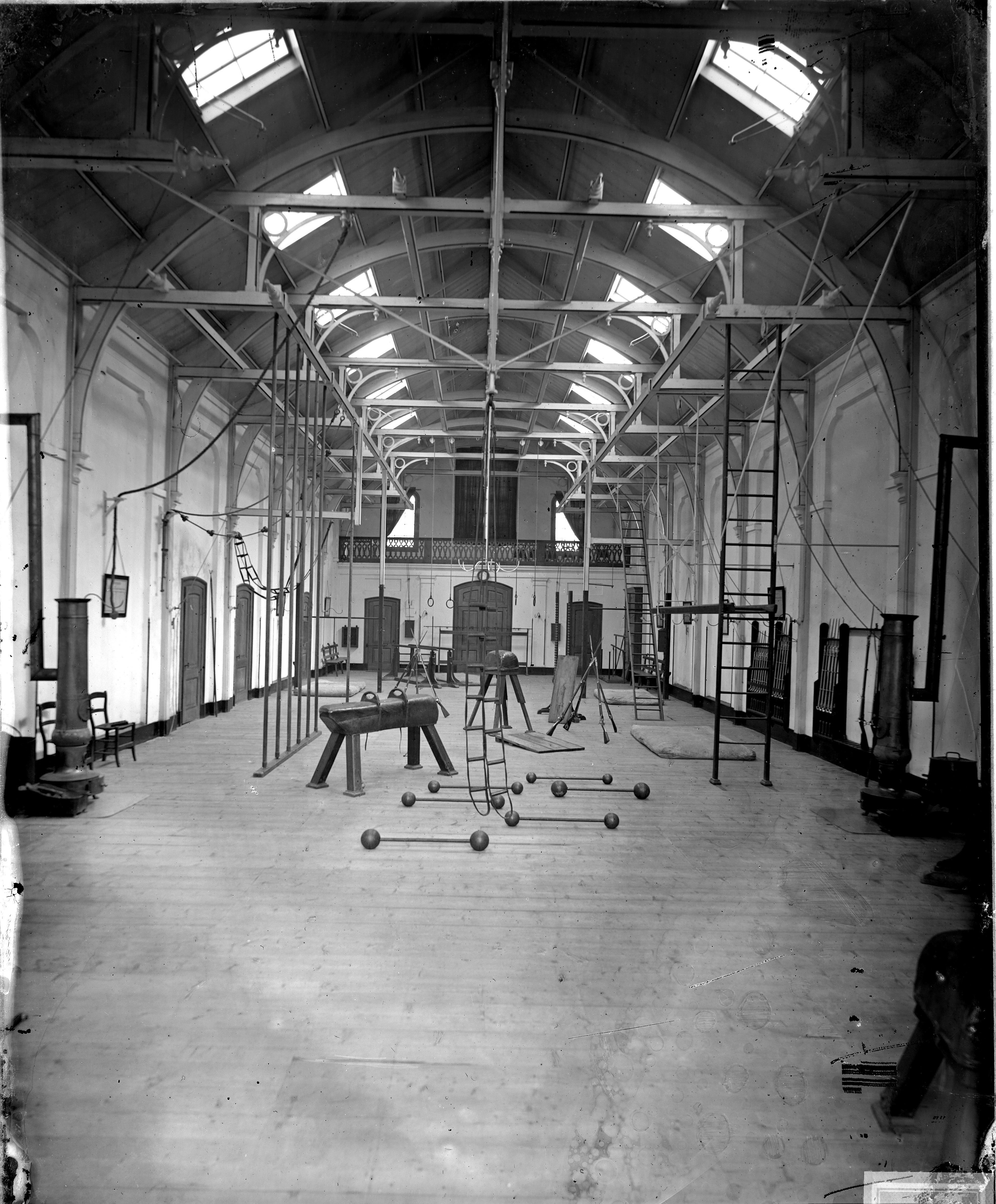
Interieur van de gymnastiekzaal. Glasnegatief uit het einde van de 19de eeuw
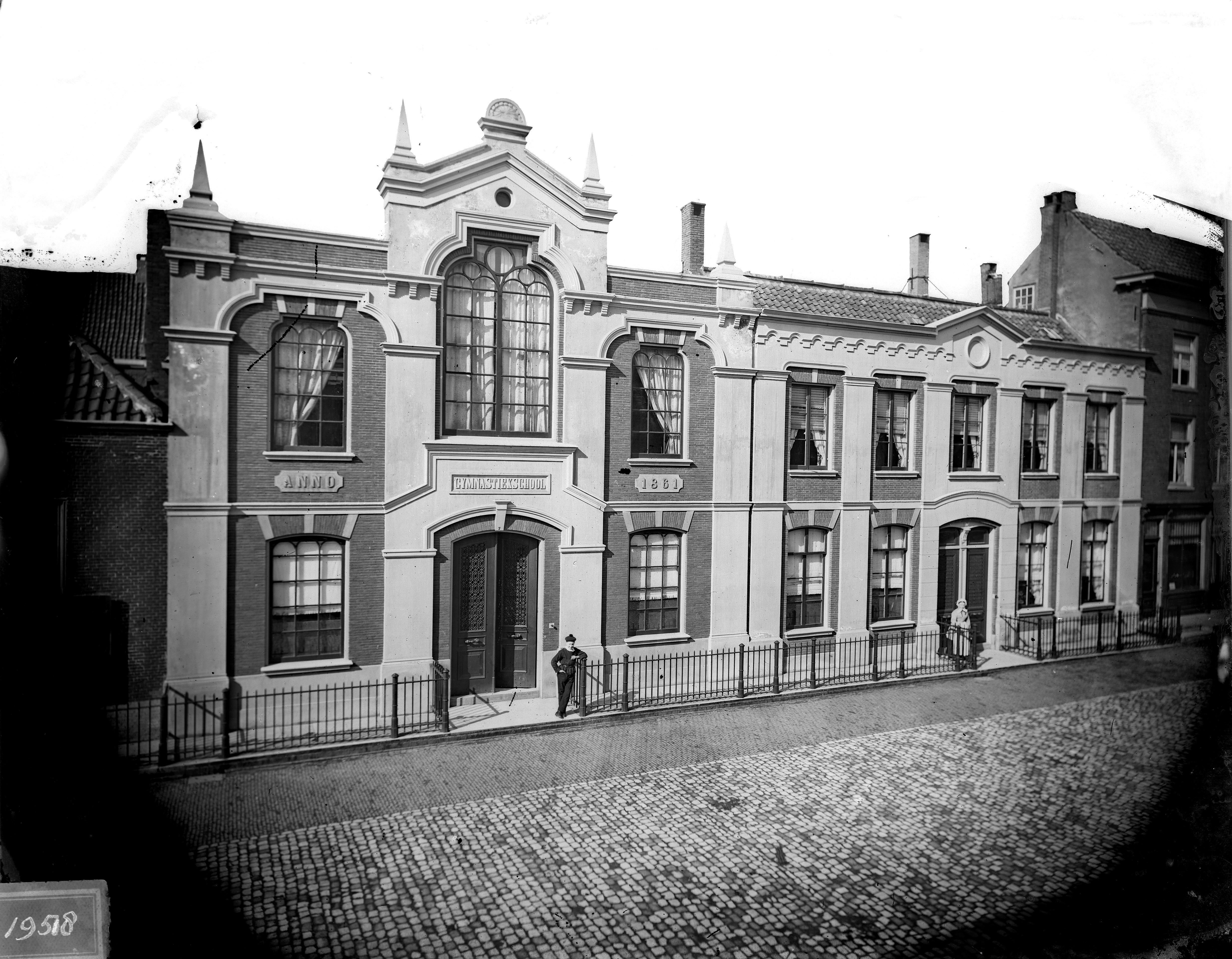
Gezicht op de voorgevel van de Gymnastiekschool aan de Pieterskerkgracht nr 7 in Leiden. Glasnegatief uit het einde van de 19de eeuw
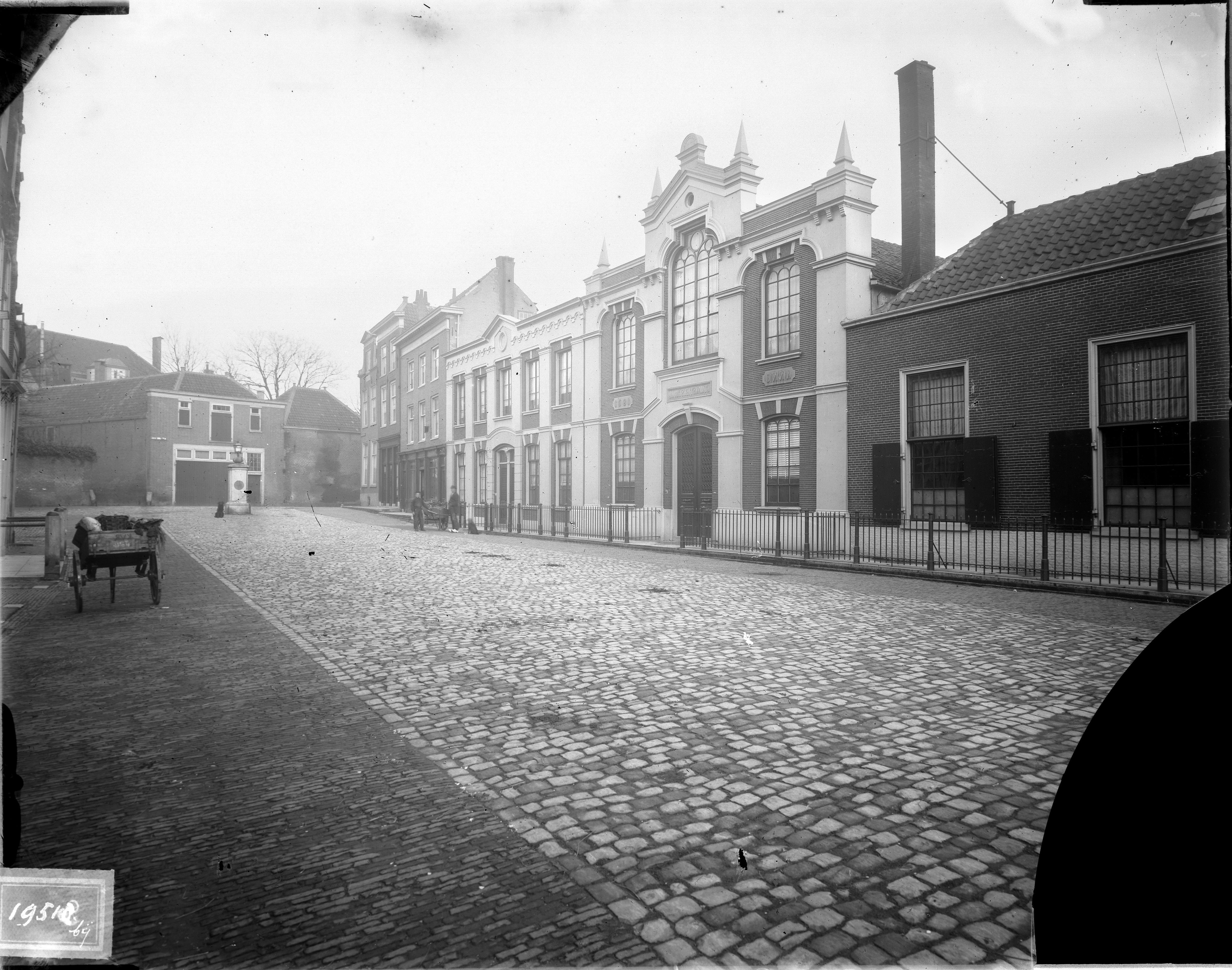
Gymnastiekschool aan de Pieterskerkgracht. Glasnegatief uit het einde van de 19de eeuw, gespiegeld